# Un monde moderne
Pour plus de détails, voir Fiche technique et Distribution.
Un monde moderne est un documentaire français réalisé par Sabrina Malek et Arnaud Soulier, sorti en 2004.

## Synopsis
2004. Les salariés des Chantiers de l'Atlantique à Saint-Nazaire témoignent des effets de l'organisation du travail fondée sur la volonté de réduire les coûts de production par le recours à la sous-traitance et à l'intérim.

## Fiche technique
- Titre : Un monde moderne
- Réalisation : Sabrina Malek et Arnaud Soulier
- Photographie : Arnaud Soulier
- Son : Sabrina Malek
- Montage : Emmanuelle Legendre
- Production : VLR Productions - Films de Mars
- Pays d'origine :  France
- Durée : 84 minutes
- Date de sortie :
  - France : 7 septembre 2005 (sortie en salles)

## Distinction
- 2004 : prix du film long au festival Écrans documentaires[1]